# Pocheon
Pocheon is een stad in de Zuid-Koreaanse provincie Gyeonggi-do. De stad telt 138.000 inwoners en ligt in het noorden van het land.

## Bestuurlijke indeling
- Soheul-eup
- Gunnae-myeon
- Naechon-myeon
- Gasan-myeon
- Sinbuk-myeon
- Changsu-myeon
- Yeongjung-myeon
- Ildong-myeon
- Idong-myeon
- Yeongbuk-myeon
- Gwanin-myeon
- Hwahyeon-myeon
- Pocheon-dong
- Seondan-dong

## Stedenbanden
- Nowon District, Zuid-Korea
- Hokuto, Japan

Steden:
Ansan · Anseong · Anyang · Bucheon · Dongducheon · Gimpo · Goyang · Gunpo · Guri · Gwacheon · Gwangju · Gwangmyeong · Hanam · Hwaseong · Icheon · Namyangju · Osan · Paju · Pocheon · Pyeongtaek · Seongnam · Siheung · Suwon (hoofdstad) · Uijeongbu · Uiwang · Yangju · Yeoju · Yongin
Districten:
Gapyeong · Yangpyeong · Yeoncheon